# Švédské šance u Ludéřova
Švédské šance u Ludéřova jsou první zjištěnou keltskou viereckschanzí na Moravě. Bývají také dávány do souvislosti s možným polním opevněním z roku 1748. Areál valů je chráněn jako kulturní památka. Nachází se severozápadně od Ludéřova u Drahanovic v okrese Olomouc.

## Popis
Švédská šance u Ludéřova je čtvercové opevnění na zalesněném mírném severovýchodním svahu západně obce orientované svými stranami zhruba ve směru světových stran. Valy uzavírají plochu o rozloze 12 560 m².

## Fotogalerie

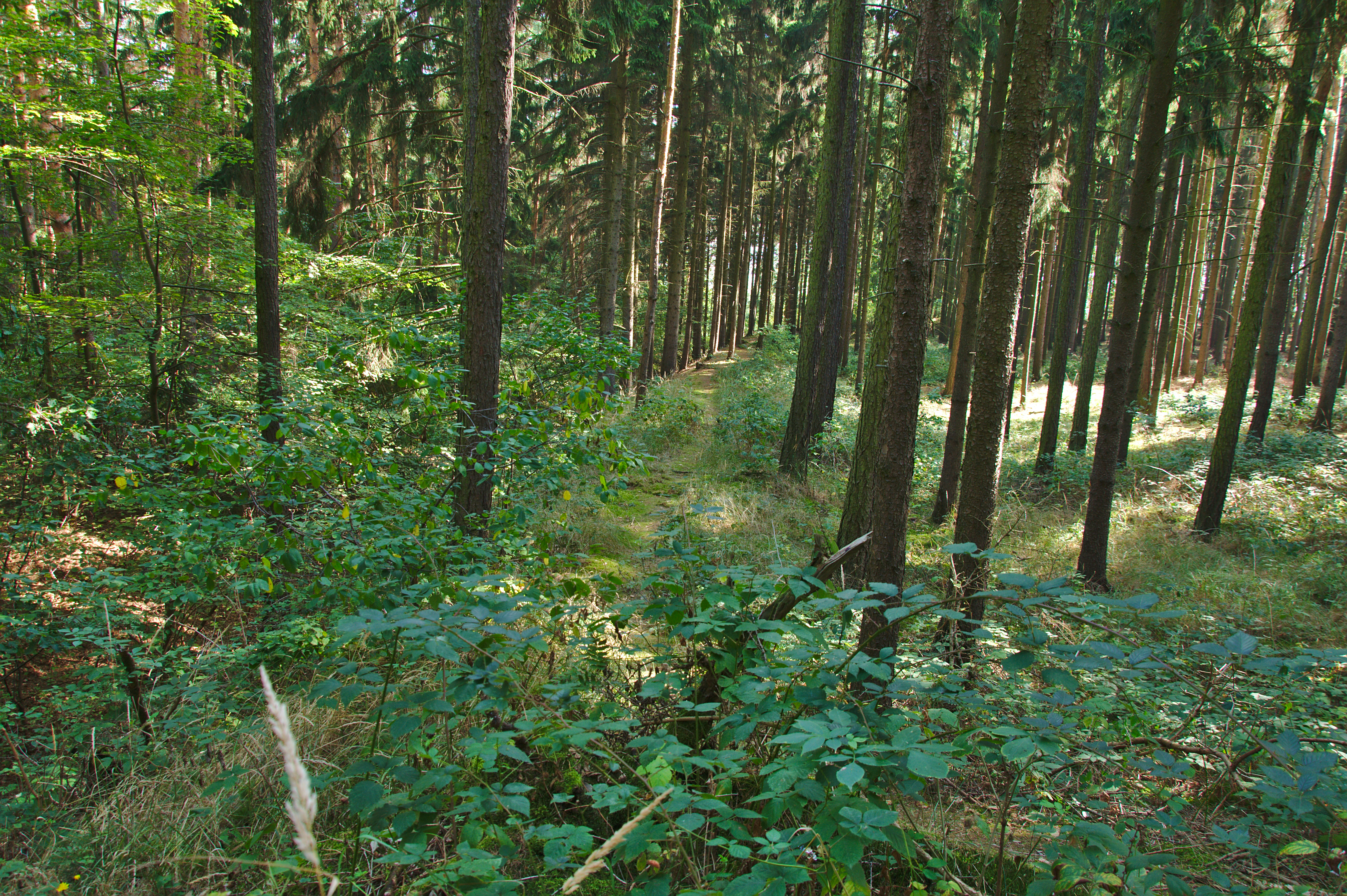
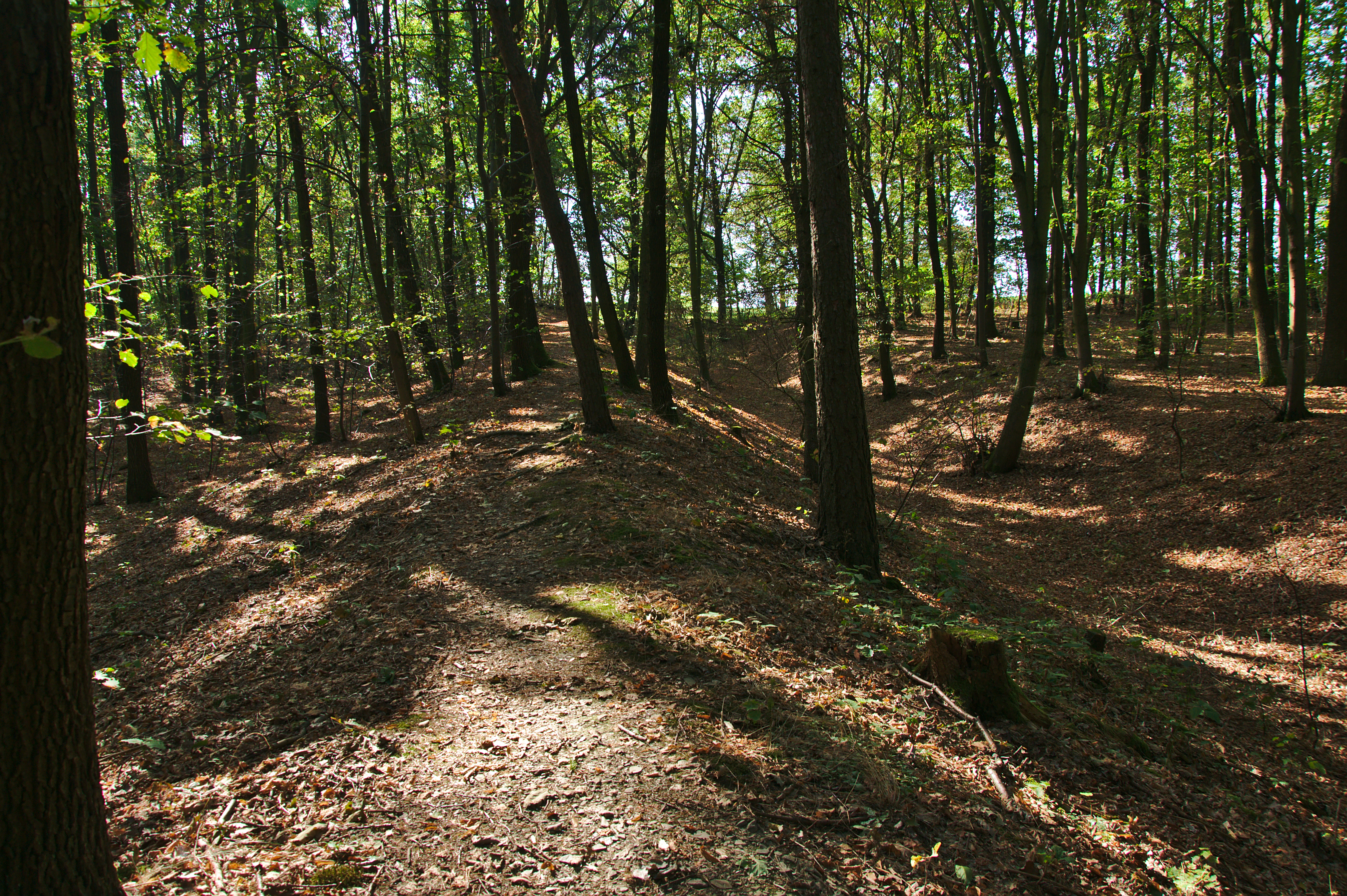
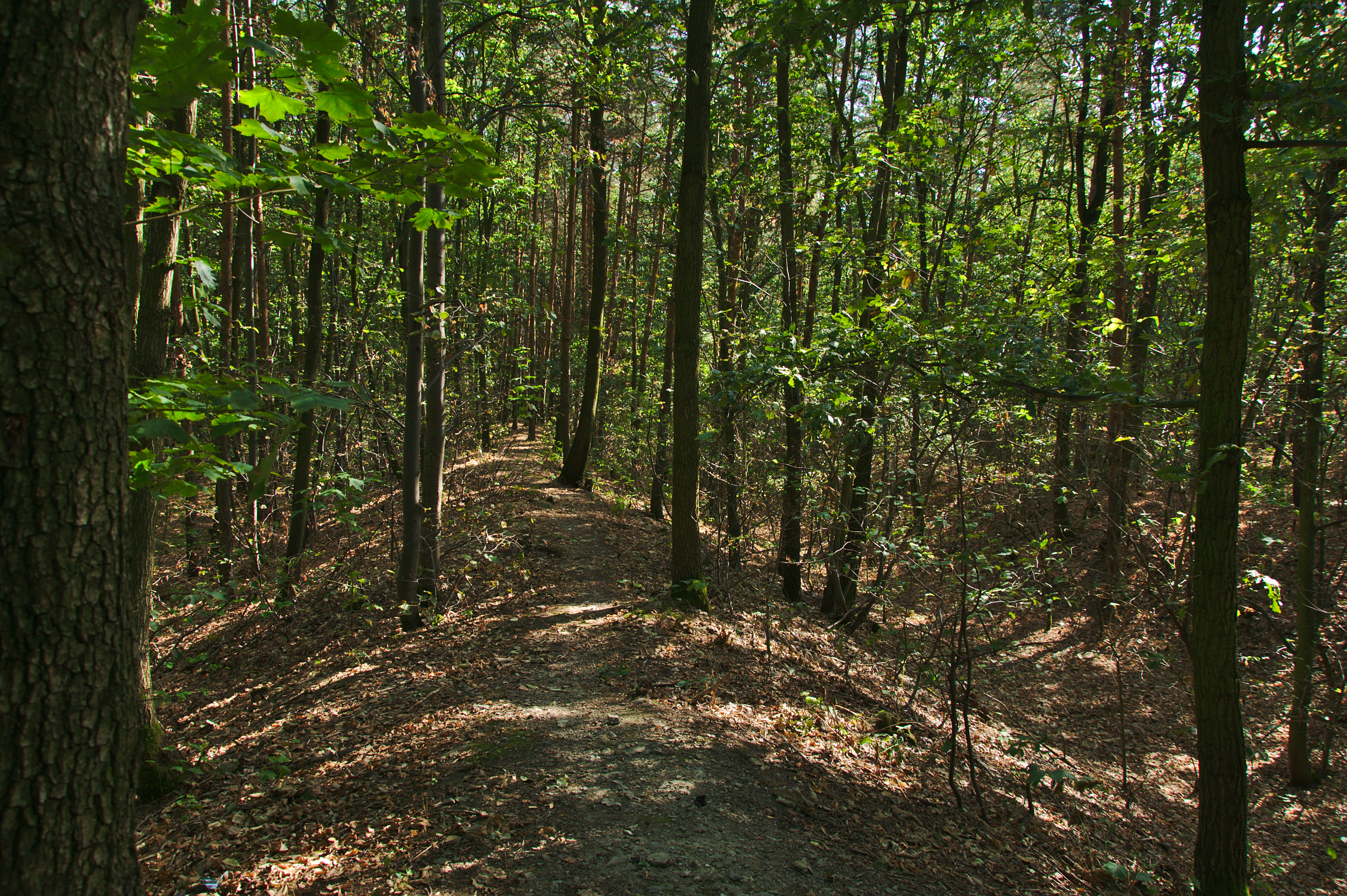
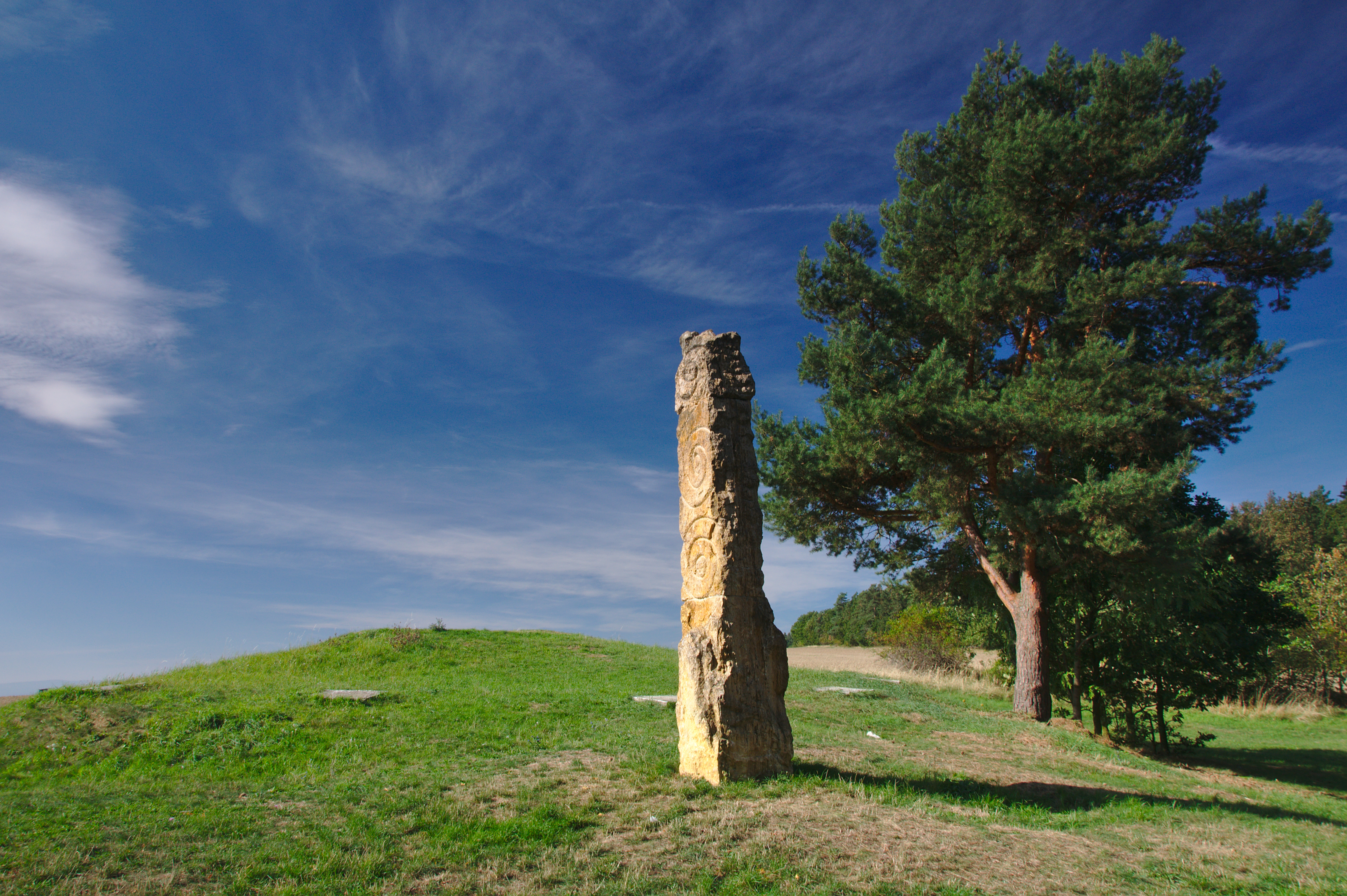